# Пюттлінген
Пюттлінген (нім. Püttlingen) — місто в Німеччині, знаходиться в землі Саар. Входить до складу району Саарбрюккен.
Площа — 23,94 км2. Населення становить 18 269 ос. (станом на 31 грудня 2021).